# Tulasnella eichleriana
Tulasnella eichleriana é uma espécie de fungo pertencente à família Tulasnellaceae.